# Centro Cultural Banco do Brasil
 (mars 2023).
Si vous disposez d'ouvrages ou d'articles de référence ou si vous connaissez des sites web de qualité traitant du thème abordé ici, merci de compléter l'article en donnant les références utiles à sa vérifiabilité et en les liant à la section « Notes et références ».
Centro Cultural Banco do Brasil est une organisation culturelle créée [Quand ?] par Banco do Brasil, la plus grande banque du Brésil. Il possède des musées à Rio de Janeiro, Brasilia, Belo Horizonte et São Paulo.